# Michael Bradley (cantante)
Michael Bradley fue el cantante principal de la banda de rock estadounidense Paul Revere & the Raiders. También es conocido entre los fanes del anime como compositor y cantante de la banda sonora de Robotech.

## Biografía
Michael Bradley es más conocido para los fanes del anime como el compositor de Robotech y la voz cantante de Lancer/Yellow Dancer. Aunque principalmente conocido en la industria de la música como un disco de platino y oro galardonado compositor, también ha ganado el reconocimiento como cantante, productor, compositor, guitarrista y tecladista.
Michael fue el cantante de la banda de rock Paul Revere and the Raiders y también fue un guitarrista de la intérprete de Las Vegas, Lola Falana.

## Discografía
- Lonely Soldier Boy II ~ An Acoustic Album (Michael Bradley Music)
- Lonely Soldier Boy (Michael Bradley Music)
- When The Rain Begins To Fall (Arista Records)
- Savage Streets Original Motion Picture Soundtrack (MCA / Curb Records)
- Robotech The Movie: Underground (Carrere Records)
- Paul Revere and the Raiders: Special Edition (America Records)
- Looking For Shelter (with Mark Lindsay)
- The Heart of Us All (SRO/Alcyon Records)
- Stone Disco (Radio Records)
- Spats (GoodSounds/TK Records)
- Thicke Hawkins (Monkeyshine International)
- Kazanova (Monkeyshine International)

## Filmografía
- Lensman: Power of the Lens (música adicional)
- Lensman: Secret of the Lens (música adicional)
- Robotech: Serie animada (1985) (pistas de voz) Escribió y produjo canciones originales y música de fondo para la serie. También fue la voz cantante del personajeLancer/Yellow Dancer
- Robotech The Movie (pistas de voz) Escribió y coescribió música y las letras de canciones, arreglos y produjo seis canciones y música de fondo
- Robotech II: Los Centinelas (compositor)
- Savage Streets (estearilzado por Linda Blair) -(compositor)(pistas de voz) Coescribió la música y la letra, produjo e interpretó las canciones Killer y In The Night
- Voyage of the Rock Aliens (película esteralizada por Ruth Gordon y Pia Zadora) - (compositor)(pistas de voz) Coescribió el destacado éxito mundial When The Rain Begins To Fall(Arista Records) También cantó en la canción destacada, Nature Of The Beast
- Fame (serie de TV de 1982) (compositor) (pistas de voz) escribió la música y la letra de la serie, incluyendo A Place Where We Belong el cual fue utilizada como función principal.
- Parental Control (compositor)
- Young Eleven (animado) - compuso el tema principal
- Run For Your Life (animado) - compuso el tema principal
- Dracula (animated) - compuso el tema principal

## Robotech - Yellow Dancer

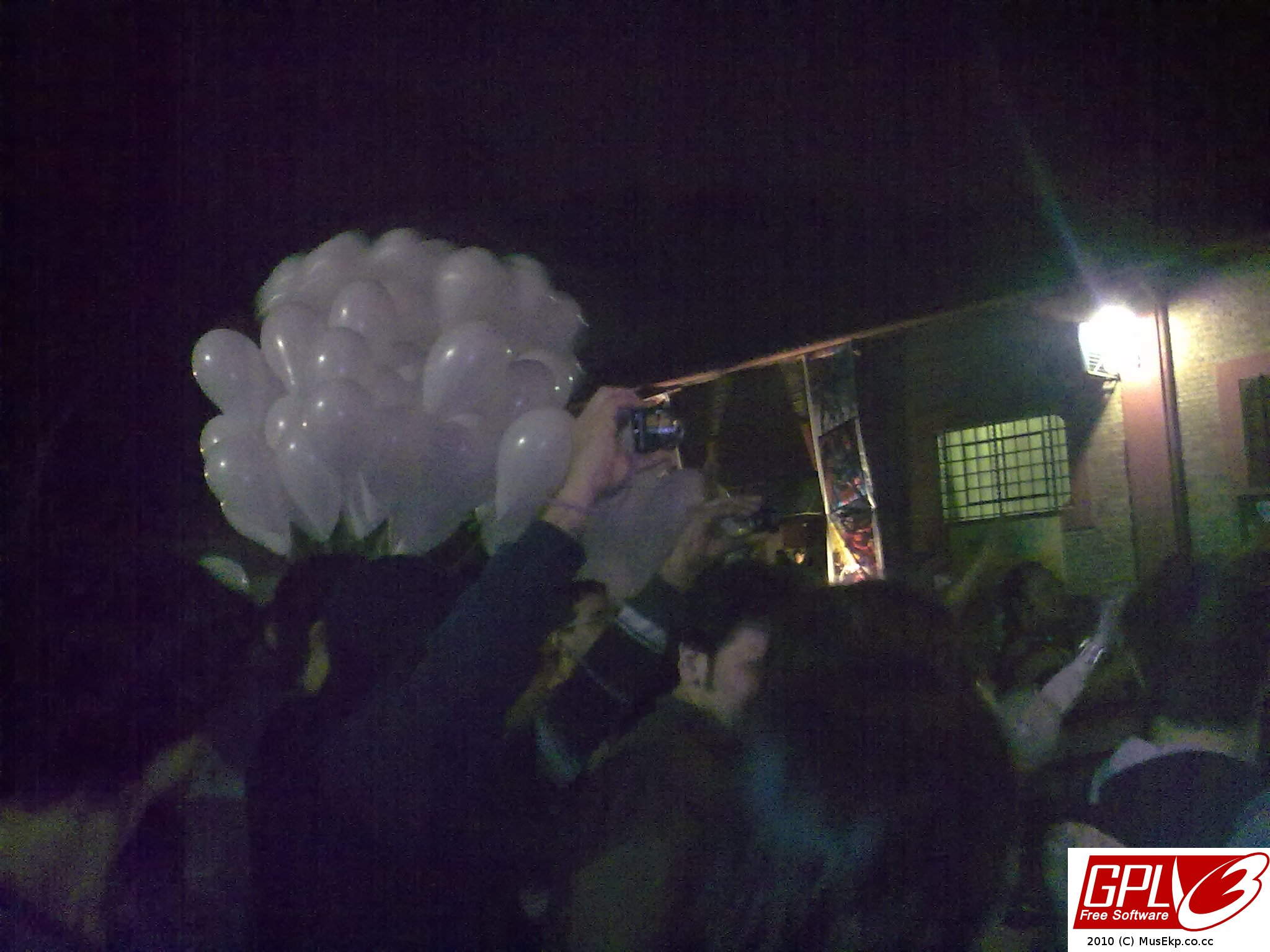
Dramatización de la escena en el episodio 65 'Curtain Call', donde el concierto de Yellow Dancer es una distracción para robar protocultura. Robotech 25years tour, Paraguay

"En la primavera de 1985, mi socio compositor de canciones Steve Wittmack y yo entramos en las oficinas de Harmony Gold en Sunset Boulevard. Y fuimos contratados para escribir una canción que se llama La Flor de la Vida. Iba a ser una canción especial en el conocido programa de televisión, Robotech. Este fue el comienzo de muchas canciones que estaríamos llamados a escribir para esta innovadora serie de animación que con el tiempo sería visto por millones de fans en todo el mundo. me convertí en la voz cantante del personaje Lancer / Yellow Dancer, que fue presentado en la nueva generación".

~ Notas del CD Lonely Soldier Boy de Michael Bradley.